# Frans Verbeeck
Ne pas confondre avec le peintre Frans Verbeeck
Pour les articles homonymes, voir Verbeeck.
Frans Verbeeck est un coureur cycliste belge, né le 13 juin 1941 à Langdorp. Surnommé le « Laitier de Wilsele », il est professionnel de 1963 à 1977, à l'exception de la saison 1967. Au cours de ces années, il a remporté plus de 150 victoires, dont la plupart sur des courses d'un jour, sur lesquelles il compte également d’innombrables places d'honneur. Ses principaux succès sont le championnat de Belgique en 1973, le Circuit Het Volk en 1970 et 1972, l'Amstel Gold Race en 1971, la Flèche wallonne en 1974 et le Tour du Luxembourg en 1975 et 1976.
Paradoxalement, un de ses plus grands titres de gloire est d'être demeuré le seul à résister à un Eddy Merckx impérial dans le Tour des Flandres 1975, au cours d'une course d'anthologie, finissant finalement deuxième après avoir cédé à seulement quelques kilomètres du but.

## Biographie
Passé professionnel à 22 ans en juillet 1963 avec l'équipe belge Marcel Kint-Reno, il obtient quelques bons résultats, mais sans victoires notables. Il est notamment deuxième du Grand Prix de Francfort 1965, neuvième de Paris-Bruxelles 1965 et septième du Circuit Het Volk 1966. Comme ce ne sont pas les résultats escomptés et que ses primes ne sont pas suffisantes, il décide en 1967, à 25 ans, de quitter le vélo pour aller travailler dans la ferme laitière familiale. Cette expérience lui vaut le surnom du « Laitier de Wilsele ».
L'adieu au cyclisme ne dure pas longtemps. À la fin de l'année 1967, il est temporairement embauché en tant que directeur adjoint de la petite équipe Goldor-Gerka. En mai 1968, il retourne courir sur les compétitions professionnelles. Les durs entraînements de l'hiver 1968-1969 sont récompensés par de nombreux succès et places d'honneur dans les saisons suivantes. En 1969 il est deuxième de Paris-Tours. En 1970, après son arrivée chez Geens-Watneys, il remporte le Circuit Het Volk. L'année suivante, il gagne l'Amstel Gold Race, puis à nouveau le Circuit Het Volk en 1972. Il gagne également Gand-Wevelgem, mais est ensuite rétrogradé à la cinquième place  en raison d'un sprint irrégulier. Dans ces années, il se classe également troisième du Tour des Flandres 1972, deuxième (1970) et troisième (1971) de Liège-Bastogne-Liège, ainsi que troisième du Tour de Lombardie 1971.
Au début des années 1970, il s'établit comme l'un des adversaires principals  du « Cannibale » Eddy Merckx lors des classiques du printemps. Entre 1970 et 1977, il monte sur le podium d'une classique treize fois, gagnant seulement à deux reprises. Il en tire bientôt une réputation d'« éternel second ». En 1973, il est à la fois deuxième de Gand-Wevelgem, de l'Amstel Gold Race et, pour seulement deux centimètres, de Liège-Bastogne-Liège, battu à trois reprises par Merckx. Il parvient à décrocher en juin le titre de champion de Belgique sur route . L'année suivante, il gagne la Flèche wallonne, puis se classe deuxième du Tour des Flandres. En 1975, il cumule les places d'honneur : deuxième du Tour des Flandres (derrière Merckx), de Gand-Wevelgem et de la Flèche wallonne. Après des succès lors du Grand Prix E3 en 1975 et du Grand Prix de l'Escaut l'année suivante, il arrête sa carrière à la fin de la saison 1977.
En 1977, il fonde la société de vêtements de sport Vermarc (« Ver » est la première partie du nom de famille, « Marc » le nom du fils). En 2019, elle fournit les maillots aux formations cyclistes professionnelles Deceuninck-Quick Step, Lotto-Soudal, Sport Vlaanderen-Baloise, SEG Racing Academy, Telenet-Fidea et Wallonie-Bruxelles. En 2012, elle avait également comme client la Fédération belge d'athlétisme et le club de football d'Oud-Heverlee Louvain.

## Palmarès
| - 1964 - Tour des Flandres B - Grote Prijs Dr. Eugeen Roggeman - 2e du Grand Prix de Denain - 2e du Grand Prix Betekom - 1965 - 2e du Grand Prix de Francfort - 3e du Grand Prix de Denain - 9e de Paris-Bruxelles - 1968 - 3e du GP Union Dortmund - 1969 - Circuit des régions flamandes - Circuit du Tournaisis - Grand Prix Jef Scherens - Tour de Flandre orientale - 2e de Hoeilaart-Diest-Hoeilaart - 2e du Circuit du Brabant occidental - 2e de Paris-Tours - 2e de la Course des raisins - 2e du Circuit du Brabant central - 3e du Grand Prix du 1er mai - 8e du Tour des Flandres - 8e de Liège-Bastogne-Liège - 1970 - Circuit Het Volk - Bruxelles-Merchtem - Trèfle à Quatre Feuilles - Circuit des régions fruitières - 1rea étape du Tour de Belgique - Flèche hesbignonne - Tour de l'Oise : - Classement général - 1re étape - 1re étape du Tour de Luxembourg - 2ea étape de Paris-Luxembourg - 5e étape du Tour du Nord - Grand Prix Jef Scherens - 2e de Liège-Bastogne-Liège - 2e du Circuit des régions flamandes - 3e de Hoeilaart-Diest-Hoeilaart - 3e de À travers la Belgique - 3e du Circuit du Brabant central - 3e de la Course des raisins - 3e du Grand Prix de Fourmies - 4e du Tour des Flandres - 4e du Grand Prix de Francfort - 6e de Paris-Roubaix - 6e de la Flèche wallonne - 6e de Paris-Tours - 8e du championnat du monde sur route - 9e de Milan-San Remo - 1971 - Grand Prix de Cannes - Grand Prix d'Antibes - Grand Prix de Monaco - Bruxelles-Merchtem - Hoeilaart-Diest-Hoeilaart - Amstel Gold Race - Leeuwse Pijl - 1re et 5ea étapes des Quatre Jours de Dunkerque - Circuit du Tournaisis - 1re, 3ea, 3eb et 4ea étapes du Tour de Luxembourg - Flèche halloise - Grand Prix Jef Scherens - 2e de la Flèche wallonne - 3e du Grand Prix de Saint-Tropez - 3e de Kuurne-Bruxelles-Kuurne - 3e de Liège-Bastogne-Liège - 3e du Circuit de la vallée de la Senne - 3e du Tour de Lombardie - 4e du Grand Prix du Midi Libre - 7e de Paris-Tours - 8e du championnat du monde sur route - 10e du Critérium du Dauphiné libéré - 10e du Super Prestige Pernod - 1972 - Grand Prix de Nice - Grand Prix de Monaco - Grand Prix de Saint-Tropez - Nice-Seillans - Circuit Het Volk - Trèfle à Quatre Feuilles - 3e et 5ea étapes du Tour de Belgique - 2e étape du Critérium du Dauphiné libéré - Prologue du Tour de Luxembourg - Grand Prix Frans Verbeeck - Leeuwse Pijl - 1re, 3e et 5e étapes du Tour du Nord - 2e du Tour du Limbourg - 3e du Tour des Flandres - 4e de Milan-San Remo - 4e du Tour de Lombardie - 8e du championnat du monde sur route - 1973 - Champion de Belgique sur route - Grand Prix de Saint-Tropez - 4ea étape de Tirreno-Adriatico - Omloop van de Westkust - 2e étape des Quatre Jours de Dunkerque - 1re étape du Critérium du Dauphiné libéré - Flèche rebecquoise - 2ea étape du Tour de France (contre-la-montre par équipes) - Circuit des Ardennes flamandes - Ichtegem - Grand Prix Marcel Kint - 2e du Grand Prix de Nice - 2e de Tirreno-Adriatico - 2e de Gand-Wevelgem - 2e de l'Amstel Gold Race - 2e de Liège-Bastogne-Liège - 2e des Quatre Jours de Dunkerque - 2e de Paris-Bruxelles - 2e du Circuit de Niel - 3e de la Flèche wallonne - 3e de Paris-Tours - 6e de Milan-San Remo - 6e de Paris-Roubaix - 7e du Tour des Flandres - 8e du Critérium du Dauphiné libéré - 8e du Tour de Lombardie - 8e du Super Prestige Pernod - 10e du Grand Prix de Francfort | - 1974 - Grand Prix de Nice - Tour du Limbourg - Grand Prix Frans Verbeeck - Grand Prix de Wallonie - Flèche wallonne - Prologue du Tour de Belgique - Circuit du Tournaisis - Tour du Condroz - 3e étape du Tour de Luxembourg - Flèche rebecquoise - Circuit du Brabant central - Grand Prix d'Orchies - 2e du Grand Prix de Cannes - 2e de la Flèche brabançonne - 2e du Tour des Flandres - 2e du Tour de Luxembourg - 2e du Championnat des Flandres - 3e du Grand Prix E3 - 3e du Grand Prix de Francfort - 3e du Championnat de Zurich - 3e du Grand Prix du Midi libre - 3e du Grand Prix Jef Scherens - 3e du Super Prestige Pernod - 3e du Grand Prix de la Banque - 5e de Paris-Tours - 5e du Tour de Lombardie - 8e de Milan-San Remo - 10e de Liège-Bastogne-Liège - 1975 - Grand Prix Frans Verbeeck - Grand Prix E3 - Tour de Luxembourg - Classement général - 1re et 3e étapes - Hyon-Mons - 2e du Tour des Flandres - 2e de Gand-Wevelgem - 2e du Circuit des Ardennes flamandes - Ichtegem - 2e de la Flèche wallonne - 2e du Grand Prix de Francfort - 2e du Circuit du Brabant central - 2e de la Flèche rebecquoise - 2e du Tour des Pays-Bas - 2e du Grand Prix de la Banque - 3e du Tour de Belgique - 3e du Grand Prix Pino Cerami - 4e de Liège-Bastogne-Liège - 4e du Championnat de Zurich - 4e de Paris-Tours - 5e de Paris-Bruxelles - 8e du Super Prestige Pernod - 1976 - 3e étape du Tour méditerranéen - Grand Prix d'Antibes - Grand Prix de Monaco - Grand Prix de Saint-Tropez - Seillans-Draguignan - Bruxelles-Biévène - Tour de Luxembourg : - Classement général - 1re et 2e étapes - Grand Prix Frans Verbeeck - Grand Prix de l'Escaut - Circuit du Brabant central - Grand Prix Jef Scherens - 2e de la Flèche wallonne - 2e du Grand Prix Pino Cerami - 2e du Grand Prix de Francfort - 2e de la Coppa Agostoni - 3e de la Flèche brabançonne - 3e de Gand-Wevelgem - 3e de Liège-Bastogne-Liège - 3e du Grand Prix de Wallonie - 4e de Bordeaux-Paris - 7e de Paris-Bruxelles - 7e du Tour de Lombardie - 9e de l'Amstel Gold Race - 9e du Tour des Flandres - 10e de Paris-Roubaix - 1977 - Flèche brabançonne - Grand Prix de la ville de Vilvorde - Circuit du Brabant occidental - Circuit de Wallonie - Course des raisins - 3e du Grand Prix de Francfort - 3e du Grand Prix Betekom - 6e du Tour des Flandres - 7e de Liège-Bastogne-Liège - 6e du Tour des Flandres - 10e de Paris-Nice |  |

## Résultats sur les grands tours

### Tour de France
3 participations
- 1964 : abandon (9e étape)
- 1972 : 16e
- 1973 : abandon (13e étape)

### Tour d'Espagne
1 participation
- 1965 : 15e